# Limosina splendens
Limosina splendens är en tvåvingeart som först beskrevs av Oswald Duda 1928.  Limosina splendens ingår i släktet Limosina och familjen hoppflugor. Inga underarter finns listade i Catalogue of Life.